# مايكل ريان
مايكل ريان (بالإنجليزية: Michael Ryan)‏ هو منافس ألعاب قوى أسترالي، ولد في 19 ديسمبر 1941، وتوفي في 7 نوفمبر 2017.

## وصلات خارجية
- مايكل ريان على موقع النتائج التاريخية لألعاب القوى الأسترالية (الإنجليزية)
- مايكل ريان على موقع أوليمبيديا (الإنجليزية)